# Sven Dedering
Sven Emanuel Dedering, född 10 december 1897 i Nyköping, död 23 september 1986 i Lund, var en svensk orientalist.
Sven Dedering var son till köpmannen Per Sven Gabriel Dedering. Han avlade studentexamen i Östersund 1917 och studerade sedan vid Uppsala universitet där han blev, filosofie kandidat 1923, filosofie licentiat och docent i arabiska språk 1926 och filosofie doktor 1927. Dedering var 1936-1937 tillförordnad professor i semitiska språk vid Göteborgs högskola och blev 1937 professor i österländska språk vid Lunds universitet. Hans doktorshandling från 1927 innehöll en utgåva av ett stycke ur Ibn Mandas lexikon över muslimska "traditionslärda". Inom samma ämna utgav han en utgåva av Abu Nu'aym al-Isfahanis Geschichte Isbahāhans (1931-1934). 1936 utgav Dedering på uppdrag av Die deutsche morgenländische Gesellschaft Die Widerlegung der Irrgläubigen und Neuerer von Abū l-Husain Muhammed ibn Ahmad al-Malati. Han utgav även en syrisk text, Johannes von Lycopolis, Ein Dialog über die Seele und die Affekte des Menschen (1936).